# Naoto Kidoku
Naoto Kidoku (japanisch 寄特 直人 Kidoku Naoto; * 12. Mai 1994 in Kofu) ist ein japanischer Fußballspieler.

## Karriere
Kidoku erlernte das Fußballspielen in der Jugendmannschaft von Urawa Reds. Seinen ersten Vertrag unterschrieb er 2013 bei Fagiano Okayama. Der Verein aus Okayama, einer Stadt in der Präfektur Okayama, spielte in der zweiten japanischen Liga, der J2 League. 2017 wechselte er nach Sagamihara zum ebenfalls in der zweiten Liga spielenden SC Sagamihara. Für den Verein absolvierte er vier Ligaspiele. Im Februar 2018 zog es ihn nach Thailand. Hier unterschrieb er einen Vertrag beim Chachoengsao Hi-Tek FC. Der Verein aus Chachoengsao spielte in der dritten thailändischen Liga. Nach einem Jahr wechselte er in die zweite Liga. Hier schloss er sich dem Bangkoker Verein MOF Customs United FC an. Für den Hauptstadtverein spielte er die Hinrunde. Nach der Hinrunde war er vom 1. Juli 2019 bis 31. Dezember 2019 vertrags- und vereinslos. Nagaworld FC, ein kambodschanischer Erstligist aus Phnom Penh, nahm ihn am 1. Januar 2020 unter Vertrag. Hier spielte Kidoku bis zum Jahresende und ist seitdem erneut ohne Verein.